# Лук (Мериленд)
Лук (енгл. Luke) град је у америчкој савезној држави Мериленд.

## Демографија
По попису из 2010. године број становника је 65, што је 15 (-18,8%) становника мање него 2000. године.
| Група             | 2000.      | 2010.      |
| Белци             | 78 (97,5%) | 61 (93,8%) |
| Афроамериканци    | 0 (0,0%)   | 0 (0,0%)   |
| Азијати           | 0 (0,0%)   | 0 (0,0%)   |
| Хиспаноамериканци | 2 (2,5%)   | 4 (6,2%)   |
| Укупно            | 80         | 65         |